# Gigi Rice
Pour les articles homonymes, voir Rice.
Gigi Rice est une actrice américaine née le 13 mars 1965 à Columbus, Ohio (États-Unis).

## Filmographie
- 1990 : Tout finit par se savoir (Columbo: Columbo Cries Wolf) (TV) : Dian's Secretary
- 1990 : Contre toute évidence (Revealing Evidence: Stalking the Honolulu Strangler) (TV) : Betsy King
- 1991 : Harry et les Henderson ("Harry and the Hendersons") (série télévisée) : Samantha Glick (1990-1991)
- 1992 : Delta (en) (série télévisée) : Lavonne Overton
- 1993 : Deadfall : Blanche
- 1994 : Mr. Write : Shelly
- 1994 : Le Cadeau du ciel (A Gift from Heaven) : Messy Samuals
- 1995 : Une petite ville bien tranquille (Deadly Family Secrets) (TV) : Linda
- 1996 : Harcèlement sur le web (Deadly Web) (TV) : Terri Lawrence
- 1998 : Significant Others ("Significant Others") (série télévisée) : Charlotte Lerner
- 1998 : Une nuit au Roxbury (A Night at the Roxbury) : Vivica
- 1999 : Hard Time: The Premonition (TV) : Janice
- 1999 : Partners (TV) : Phyllis
- 2002 : It's All About You : Gail
- 2002 à 2003 : Do Over sur WB Television Network
- 2004 : NTSB: The Crash of Flight 323 (TV) : Annie
- 2005 : McBride: The Doctor Is Out... Really Out (TV) : Jessica
- 2005 : Le Boss (The Man) : Susan
- 2014 : Surtout Fantomatique: Avez-vous rencontré mon ami Ghoul (Mostly Ghostly: Have You Met My Ghoulfriend) : Harriet Doyle
- 2019 : Noël Actually (Christmas reservations) (TV) : Clara Griffin

## Séries télévisées
- 2006 : The Closer : L.A. enquêtes prioritaires : Linda Salk (Saison 2 épisode 01)
- 2007-2012 : American wives (Saison 1 épisode 6 et 7; Saison 2 épisode 17 et 18; Saison 6 épisode 18) - Martha Brooks
- 2012 : Mentalist - épisode #5.8 : Red Sails in the Sunset  - Dana Martins
- 2016 : No Tomorrow : Gloria